# Landratsbezirk Breuberg

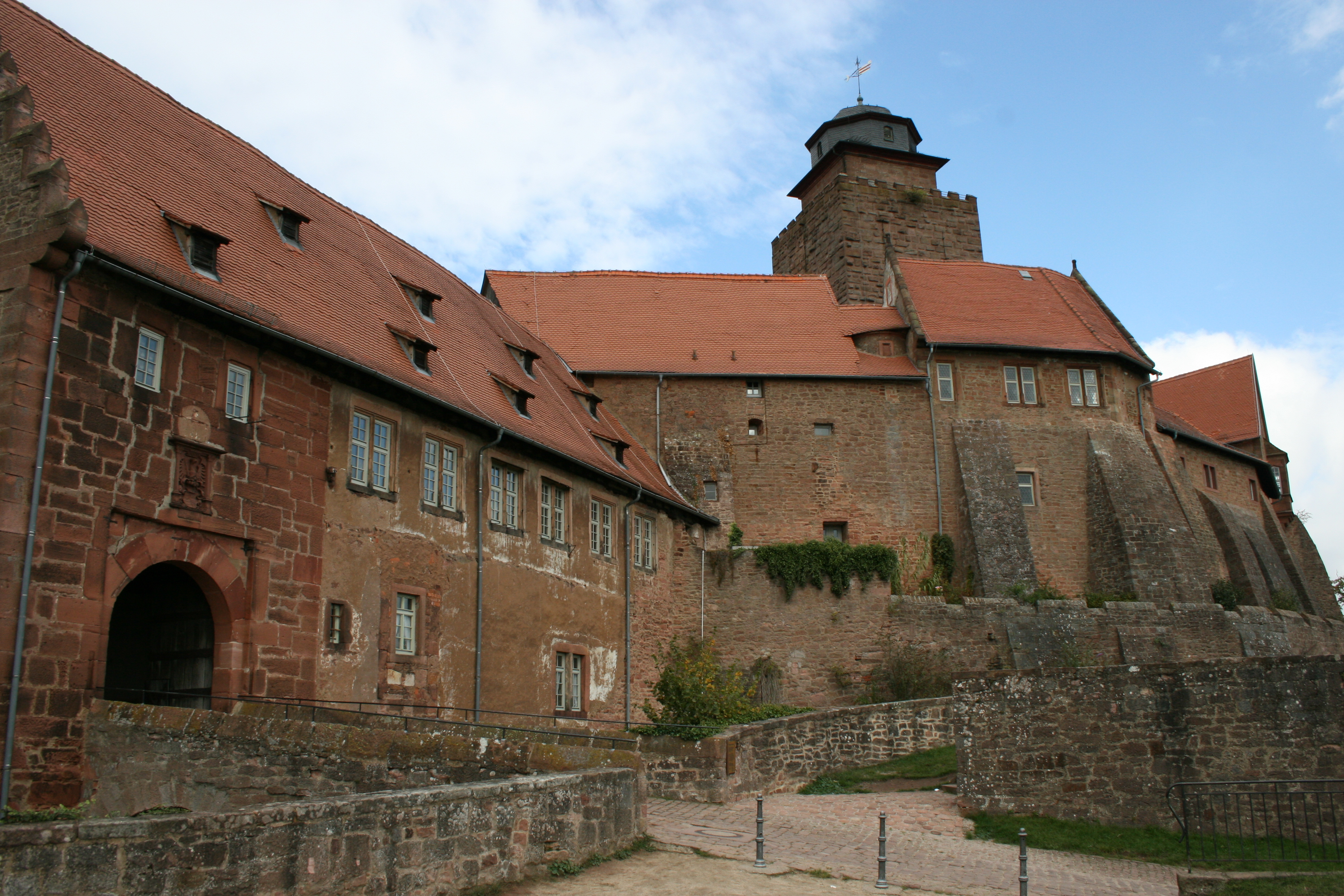
Burg Breuberg, ursprünglicher Sitz des Landrats

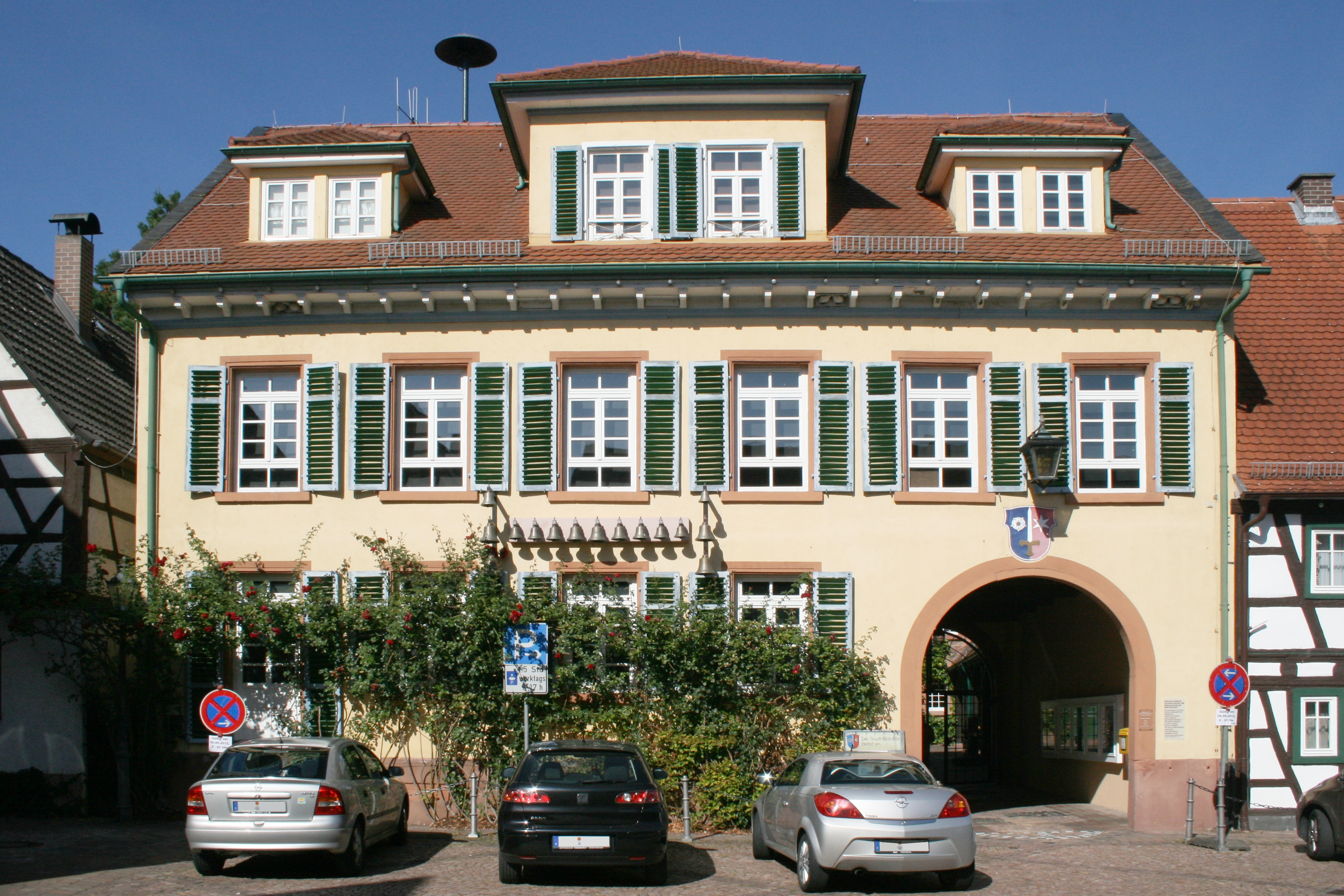
Landratsamt in Neustadt seit 1837

Der Landratsbezirk Breuberg war ein Landratsbezirk im Großherzogtum Hessen. Er bestand von 1822 bis 1848.

## Geschichte

### Vorgeschichte
1821 wurden in den Teilen des Großherzogtums, in denen der Staat allein oder ganz überwiegend über die Hoheitsrechte verfügte, die Ämter aufgelöst und für die Verwaltung Landratsbezirke gebildet (für die Rechtsprechung: Landgerichte). Zentraler Punkt dieser Reform war, dass auch auf der unteren Ebene der Verwaltung erstmals Rechtsprechung und Verwaltung getrennt wurden. Zugleich wurden jeweils mehrere Ämter zusammengelegt. Dort, wo sich diese Rechte – zumindest teilweise – in den Händen des örtlichen Adels, Standesherren oder Patrimonialgerichtsherren, befanden, ging das nicht ohne weiteres. In weiten Teilen des Odenwaldes lagen diese Rechte in den Händen der Grafen von Erbach und der Fürsten von Löwenstein-Wertheim.

### Gründung
Die Verhandlungen zwischen dem Staat und den Standesherren zogen sich hin und erst 1822 kam es zu einer Regelung. Der Kompromiss bestand darin, dass auch hier Verwaltung und Rechtsprechung getrennt wurden und die Verwaltungsstruktur formal der des übrigen Großherzogtums angepasst wurde. Allerdings blieben innerhalb dieses Rahmens die hergebrachten Rechte der adeligen Familien bestehen, was dadurch zum Ausdruck gebracht wurde, dass der neue Landratsbezirk die Bezeichnung „Großherzoglich Hessischer Fürstlich Löwenstein Werthheimischer und Gräflich Erbach Schönbergischer Landrats-Bezirk Breuberg“ erhielt.

### Ende
Von der Gebietsreform im Großherzogtum 1832, als dort jeweils mehrere Landratsbezirke zu Kreisen zusammengefasst wurden, blieben die standesherrlich dominierten Landratsbezirke unberührt.
Die Revolution von 1848 im Großherzogtum Hessen fegte die verbliebenen standesherrlichen Vorrechte hinweg. Fast zeitgleich fand erneut eine Gebietsreform statt, in der landesweit alle Kreise, die Provinzen und die verbliebenen Landratsbezirke abgeschafft und einzig Regierungsbezirke flächendeckend als Mittelbehörde geschaffen wurden. Der Landratsbezirk Breuberg ging im Regierungsbezirk Erbach auf. Nach dem Sieg der Reaktion wurde der Regierungsbezirk Erbach 1852 wieder aufgelöst. Die dem Staat im Zuge der Revolution anheimgefallenen Rechte der Gerichts- und Standesherren behielt er aber ein. Das Gebiet des ehemaligen Landratsbezirks Breuberg ging – bei marginalen Berichtigungen der örtlichen Zuständigkeit – im Kreis Neustadt auf.

## Organisation

### Bestandteile
Der Landratsbezirk Breuberg wurde gebildet aus:
- der Herrschaft Breuberg (Inhaber der Patrimonialgerichtsbarkeit waren hier der Fürst von Löwenstein-Wertheim-Rosenberg und der Graf von Erbach-Schönberg)
- dem Amt Habitzheim (Inhaber der Patrimonialgerichtsbarkeit war hier der Fürst von Löwenstein-Wertheim-Rosenberg)
- dem Amt König (Inhaber der Patrimonialgerichtsbarkeit war hier der Graf von Erbach-Schönberg)
- 1823 wurde noch Hetschbach, dessen Patrimonialgerichtsbarkeit dem Freiherrn von Wambold zustand, angegliedert.[6]

### Innere Organisation
Der Amtssitz des Landratsbezirks Breuberg befand sich zunächst auf der Burg Breuberg – eine für Mitarbeiter und Nutzer sportliche Höhenlage. Zum 1. September 1837 wurde er deshalb nach Neustadt verlegt.
Das Gebiet des Landratsbezirks gehörte zur Provinz Starkenburg und bestand aus 24 Bürgermeistereien:
1. Böllstein mit Affhöllerbach, Hembach, Kilsbach und Stierbach
2. Breitenbrunn
3. Habitzheim
4. Hassenroth mit Birkert (habitzheimerseits) und Mittel-Kinzig
5. Hainstadt mit Breitenbach, Mühlhausen und Raibach
6. Hetschbach (seit 1823)
7. Höchst mit Dusenbach
8. Hummetroth mit Annelsbach, Forstel und Pfirschbach
9. Kirch-Brombach mit Balsbach
10. König mit Fürstengrund
11. Langenbrombach (teilweise)
12. Lützel-Wiebelsbach
13. Mümling-Grumbach mit Etzen-Gesäß
14. Neustadt mit Burg Breuberg
15. Nieder-Kinzig mit Birkert (breubergerseits), Gumpersberg und Ober-Kinzig
16. Nieder-Klingen
17. Ober-Klingen
18. Rimhorn
19. Sandbach
20. Seckmauern mit Haingrund
21. Vielbrunn mit Hainhaus, Kimbach und Ohrenbach
22. Wallbach mit Höllerbach
23. Wiebelsbach mit Frau-Nauses, Ober-Nauses und Schloß-Nauses
24. Wald-Amorbach

### Personal
Die Standesherren verfügten über das Vorschlagsrecht für den Landrat und die im Landratsbezirk tätigen Beamten. Als Landräte amtierten:
- Anton Joseph Lauteren (* 19. Juli 1783 in Bleidenstadt; † 6. August 1834 in Breuberg)[8] vom 5. April 1822 bis zum 4. August 1834;
- Christoph Hoffmann (* 13. November 1802 in Darmstadt; † 1. Juni 1859 in Darmstadt) vom 4. November 1834 bis zum 31. Juli 1848.

## Historische Beschreibung
Die „Statistisch-topographisch-historische Beschreibung des Großherzogthums Hessen“ berichtet 1829 über den Landratsbezirk Breuberg:

Lage und Grenzen werden beschrieben als: „»Bezirk liegt zwischen dem 49° 43° und 49° 52° nördlicher Breite und dem 26° 32 und 26° 49 östlicher Länge. Die Grenzen sind gegen Norden: der Bezirk Dieburg; gegen Osten: der Bezirk Dieburg und der bairische Untermainkreis; gegen Süden: der Bezirk Erbach; gegen Westen: die Bezirke Erbach und Reinheim.«“

Die Natürliche Beschaffenheit als:  »a) Oberfläche und Boden: Der Bergrücken der den östlichen Theil des Bezirks durchzieht, geht in dem Bezirk Breuberg über Vielbrunn, Lützelwiebelsbach nach dem Main. Der Rücken ist meistens breit, die einzelnen Strahlen laufen gegen die Mimling aus. Man findet viele mit Wald bewachsene Anhöhen. Der Boden ist schwer und größtentheils von ziemlicher Fruchtbarkeit, die sich aber an Orten, wo er stark mit Steinen vermengt ist mindert. An den steilen Abhängen wird die gute Erde von Regengüssen oft abgeschwemmt. .  b) Gewässer: 1) die Mimling fließt mitten durch den Bezirk; 2) die Kinzig; 3) der Semderbach (Hechtbach) (rechter Zufluss der Gersprenz); 4) der Höllerbach; 5) der Wallbach.« 

Die Bevölkerung als:  „»Diese beträgt 17.474 Seelen, unter diesen sind 13.509 Lutheraner; 2046 Katholiken; 1454 Reformirte; 5 Menoniten und 460, Juden welche zusammen 1 Stadt, 4 Marktflecken, 39 Dörfer, 4 Weiler, überhaupt 2444 Häuser bewohnen.«“

Die Naturprodukte als: „»708 Pferde; 100 Fohlen; 28 Bullen; 538 Ochsen; 3864 Kühe; 1561 Rinder; 3l03 Schweine; 5653 Schaafe; 458 Ziegen; 94 Esel. Namentlich in der Mimling finden sich Fischotter, Fische und Krebse. Korn, Gerste, Spelz, Hafer, Heidekorn, Erbsen, viel Kartoffel, Magsaamen (nur in Habizheim), etwas Wein, Heu, viel Zwetschen und Holz; Brüche von rothen Sandsteinen zu Fürstengrund, die zu Mühlsteinen benutzt werden; ebenfalls gute zu Hainstadt, von geringerer Güte zu König, Kirchbrombach, Mimlinggrumbach, Neustadt, Niederkinzig und Oberklingen, die auch behauen werden. Blauer Kalk findet sich zu Forstel und Oberkinzig.«“

Gewerbe und Handel als: „»Ackerbau und Viehzucht. Die Tuchmachereien und Spinnereien sind nicht ganz unbedeutend, namentlich in König und Kirchbrombach. In Mühlhausen ist ein Eisenhammer und in Langenbromdach eine Papiermühle; außerdem befinden sich im Bezirke noch 32 Mahlmühlen, damit sind verbunden 7 Oel-, 7 Schneid-, 2 Gipssmühlen und 2 Hanfreiben; außerdem noch 2 besondere Oelmühlen. Viele Einwohner nähren sich mit dem Holzhandel, mit Holzmachen mit Kohlenbrennen und dem Verkauf von dürren Zwetschen, welche letztere einen nicht unwichtigen Handelsartikel abgeben. Der Handel der Gemeinden Sandbach, Neustadt und Hainstadt zieht sich fast ausschließlich nach den Maingegenden hin. Die Straße vom Neckar über Michelstadt, geht durch König, Mimlinggrumbach bis Höchst, und die Straße von Darmstadt nach Michelstadt geht nur durch den einzigen Bezirksort Böllstein.«“